# Manfred Schwabl
Manfred Schwabl (ur. 18 kwietnia 1966 w Holzkirchen) – były niemiecki piłkarz występujący na pozycji pomocnika.

## Kariera klubowa
Schwabl karierę rozpoczynał jako junior w FC Holzkirchen. W 1977 roku przeszedł do juniorskiej ekipy Bayernu Monachium, a w 1985 roku został włączony do jego pierwszej drużyny. W Bundeslidze zadebiutował 8 października 1985 w wygranym 6:0 meczu z Hannoverem 96. W sezonie 1985/1986 zdobył z klubem mistrzostwo Niemiec i Puchar Niemiec.
W 1986 roku odszedł do innego pierwszoligowego zespołu - 1. FC Nürnberg. Pierwszy ligowy mecz zaliczył tam 9 sierpnia 1986 przeciwko Werderowi Brema (3:5). 11 października 1986 w wygranym 2:1 spotkaniu z FC Schalke 04 strzelił pierwszego gola w trakcie gry w Bundeslidze.
W 1989 roku powrócił do Bayernu Monachium. W sezonie 1989/1990 zdobył z zespołem mistrzostwo Niemiec. Natomiast w sezonie 1990/1991 wywalczył z Bayernem wicemistrzostwo Niemiec.
Na początku 1993 roku Schwabl ponownie został graczem 1. FC Nürnberg. Tym razem grał tam przez półtora roku. W lipcu 1994 roku trafił do austriackiego Tirolu Innsbruck. We wrześniu 1994 powrócił do Niemiec i podpisał kontrakt z pierwszoligowym TSV 1860 Monachium. Jego barwy reprezentował do końca sezonu 1996/1997, a potem zakończył karierę.

## Kariera reprezentacyjna
W reprezentacji Niemiec Schwabl zadebiutował 23 września 1987 w wygranym 1:0 towarzyskim meczu z Danią. Do 1988 roku w drużynie narodowej zagrał cztery razy.